# Eksperyment Rosenhana
Eksperyment Rosenhana – eksperyment amerykańskiego psychologa Davida Rosenhana z 1972 r. sprawdzający adekwatność i rzetelność diagnoz medycznych psychiatrów. Został opublikowany w czasopiśmie Science w artykule On being sane in insane places (O byciu zdrowym umysłowo w niezdrowych miejscach).
Badanie składało się z dwóch części. W pierwszą część zaangażowani byli asystenci Rosenhana, którym polecono symulowanie halucynacji celem uzyskania dostępu do szpitali psychiatrycznych. Wykorzystano w tym celu różne szpitale w pięciu stanach USA. Druga część polegała na próbie wyszukiwania przez personel medyczny „fałszywych pacjentów”, którzy mieli zostać wysłani do placówek przez Rosenhana. W pierwszej części lekarze nie byli w stanie wykryć, że „pacjenci” są w rzeczywistości zdrowymi uczestnikami eksperymentu. W drugiej części personel uznał dużą liczbę prawdziwych pacjentów za symulantów. Badanie to jest uznawane za ważny głos w krytyce diagnozowania psychiatrycznego (zob. antypsychiatria). Zdaniem Rosenhana, różnica między stanem zdrowia i zaburzeniem psychicznym jest co najmniej bardzo trudna do ustalenia.

## Badanie z fałszywymi pacjentami
W ramach badania ośmiu „pseudopacjentów” (wybranych przez Rosenhana jako zróżnicowaną grupę zdrowych osób) próbowało uzyskać dostęp do szpitali psychiatrycznych. W fazie diagnozowania medycznego stwierdzili (niezgodnie z prawdą), że słyszą wewnętrzne głosy, najczęściej niezrozumiałe, a czasem interpretowane jako słowa „pusty”, „dziurawy”. Były to jedyne symptomy na jakie „pacjenci” skarżyli się lekarzom. Oprócz fałszywych imion i nazwisk oraz szczegółów dotyczących zatrudnienia, wszystkie personalne informacje ujawnione psychiatrom były prawdziwe. W przypadku hospitalizacji, pseudopacjenci mieli „zachowywać się normalnie” i twierdzić, że czują się dobrze i nie słyszą już żadnych głosów.
Pseudopacjentami byli: student psychologii, trzech psychologów, pediatra, psychiatra, malarz i gospodyni domowa. Żadne z nich nigdy nie przejawiało problemów ze zdrowiem psychicznym. Zostali poproszeni, by przez cały czas zachowywali się normalnie, nie zdradzając żadnych objawów psychopatologicznych (nie licząc zeznania o słyszeniu głosów podczas fazy diagnozowania). „Pacjenci” mieli pozostać w szpitalu do czasu, aż psychiatrzy uznają ich za zdrowych.
Okazało się, że cała grupa została zakwalifikowana do leczenia szpitalnego, siedmiu z diagnozą schizofrenii, jeden z diagnozą zaburzeń maniakalno-depresyjnych. W trakcie hospitalizacji żaden członek personelu medycznego nie zorientował się, że są oni „fałszywymi pacjentami”, chociaż takie podejrzenia przejawiali inni, prawdziwi, pacjenci: trzydziestu pięciu z ogólnej liczby stu osiemnastu pacjentów wyraziło podejrzenie, że uczestnicy eksperymentu są w rzeczywistości zdrowi psychicznie.
W przypadku wszystkich uczestników uznano, że zostali oni wyleczeni wskutek hospitalizacji. Ich pobyt w szpitalu trwał od siedmiu do pięćdziesięciu dwóch dni, ze średnią dziewiętnastu dni.
Personel medyczny opisywał zachowanie pacjentów w kategoriach psychopatologicznych. Przykładem jest sporządzanie notatek w ramach badania, co psychiatrzy zinterpretowali jako „kompulsywne pisanie” ze źródłem patologicznym. Jednocześnie prawdziwi pacjenci interpretowali to samo zachowanie jako dowód na to, że pseudopacjenci prowadzą badania lub są dziennikarzami. Psychiatrzy nie zgodzili się na wypuszczenie ze szpitala „pacjentów” przed stwierdzeniem, że są oni wyleczeni. Warunkiem dokonania takiego stwierdzenia było przyjęcie do wiadomości przez „pacjentów”, że są chorzy psychicznie. Podawano im także leki antypsychotyczne.

## Błędne wykrywanie nieistniejących pseudopacjentów
Po opublikowaniu przez Rosenhana wyników badania, pracownicy pewnego znanego szpitala psychiatrycznego stwierdzili, że w ich placówce taka błędna diagnoza byłaby niemożliwa. Celem udowodnienia, Rosenhan uzgodnił z nimi, że podczas 3-miesięcznego okresu wyśle swoich kolejnych pseudopacjentów, którzy będą starali się uzyskać dostęp do szpitala. W wyniku eksperymentu z ogólnej liczby 193 nowych pacjentów za uczestników badania Rosenhana uznano 41, natomiast 42 następnych uznano za „podejrzanych”. W rzeczywistości Rosenhan nie wysłał żadnego pseudopacjenta i wszystkie przypadki „wykrycia” symulantów były nieadekwatne.